# 1798 Watts
1798 Watts è un asteroide della fascia principale. Scoperto nel 1949, presenta un'orbita caratterizzata da un semiasse maggiore pari a 2,1987754 au e da un'eccentricità di 0,1222725, inclinata di 6,19305° rispetto all'eclittica.
L'asteroide è dedicato all'astronomo statunitense Chester B. Watts.
Nel 2006 ne è stata scoperta la probabile natura binaria, senza tuttavia assegnare un nome pur provvisorio al satellite. Le due componenti del sistema, distanti tra loro 15 km, avrebbero dimensioni di circa 6,43 e 1,61 km. Il satellite orbiterebbe attorno al corpo principale in 1,123 giorni.